# Raïon de Berezivka
Le raïon de Berezivka (en ukrainien : Березівський район) est un raïon (district) dans l'oblast d'Odessa en Ukraine. Avec la réforme administrative de l'Ukraine en 2020, le raîon nouveau absorbe les anciens raïons de Berezivka, Shyriaieve, Mykolaivka, Ivanivka, Lyman.

## Lieux d'intérêt
Le parc national de Kouialnitskyi.

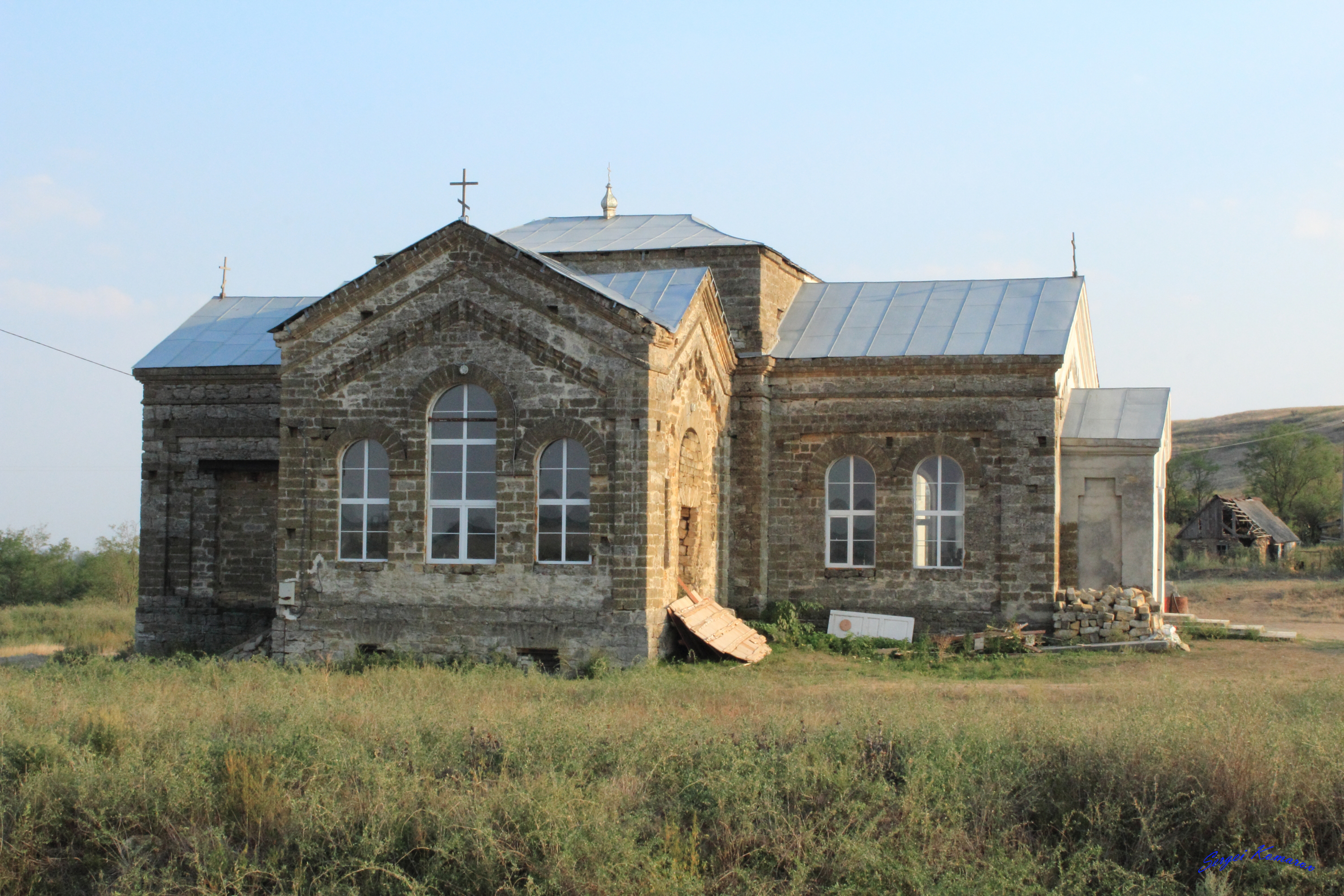
Eglise st-John à Armachivka, classée[1],
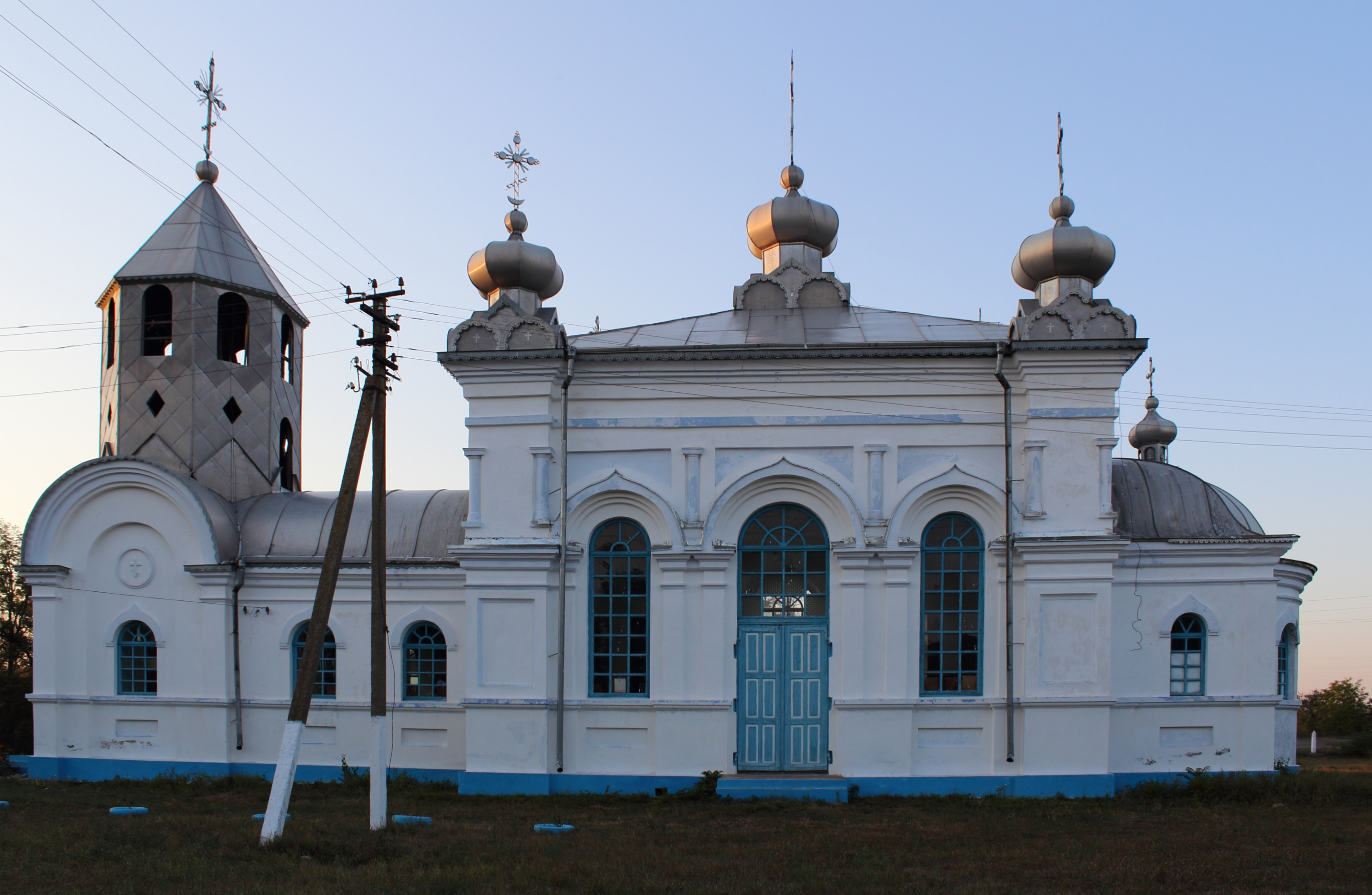
église st-Nicolas, classée[2], à Chorny Kout,
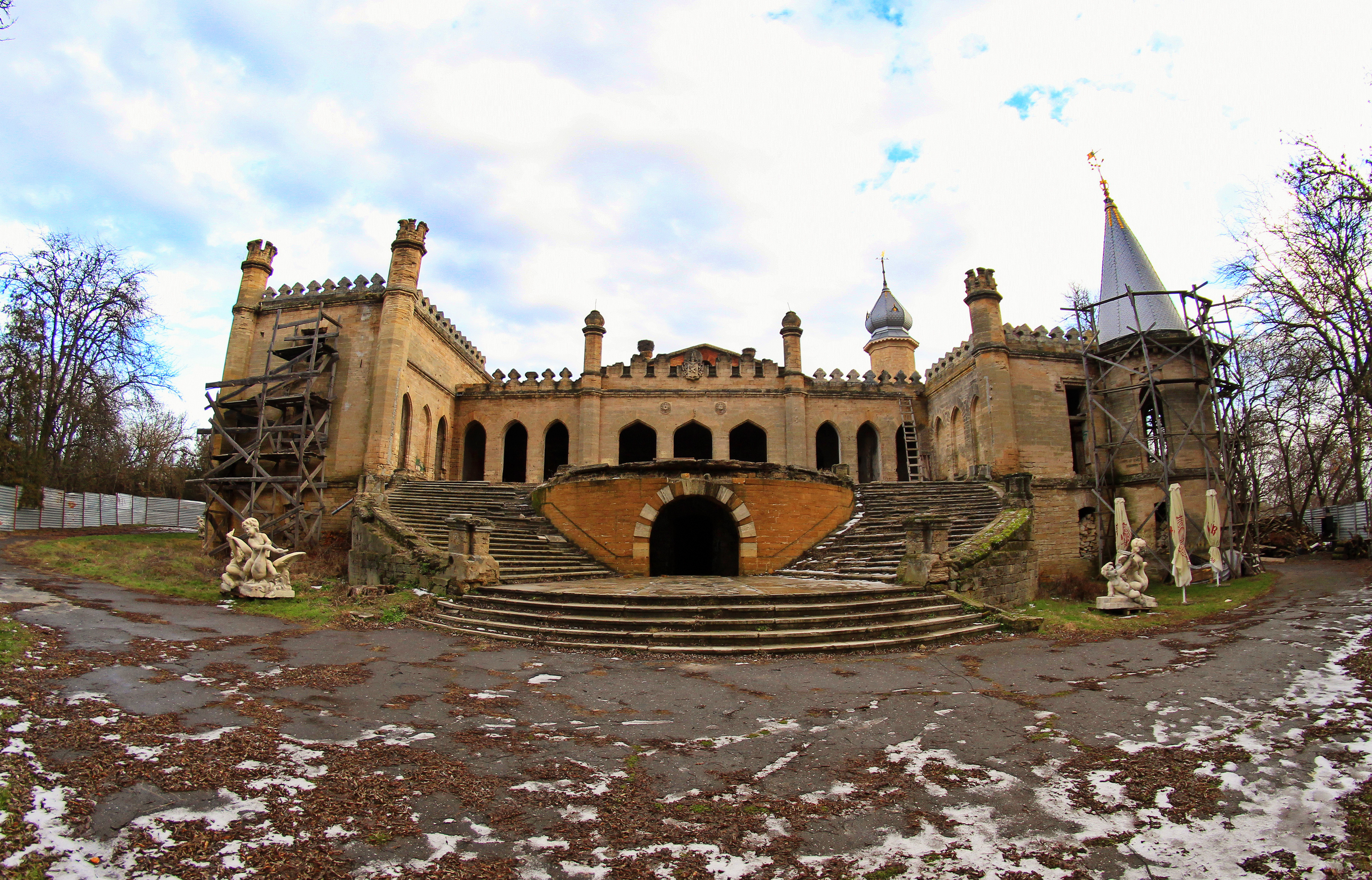
manoir de Kourizov, classé[3].

## Villes et villages
- Odradna Balka